# NGC 6481
NGC 6481 في الفهرس العام الجديد، هي مجرة، تقع في كوكبة الحواء. اكتشفت في 21 أغسطس 1859 بواسطة كريستسيان هنري فريدريك بيترز.

## روابط خارجية
- NGC 6481 على موقع ويكي سكاي: DSS2, SDSS, GALEX, IRAS, Hydrogen α, X-Ray, Astrophoto, Sky Map, Articles and images